# Николай Ерн
Николай Вернерович Ерн (на руски: Николай Вернерович фон Эрн) е руски офицер, полковник. Участник в Руско-турската война (1877-1878).

## Биография
Николай Ерн е роден през 1838 г. в Русия в семейството на потомствен дворянин. Посвещава се на военното поприще. Завършва военно училище и е произведен в първо офицерско звание подпоручик с назначение във 2-ри стрелкови батальон (1856).
Бойното му кръщение е в Кримската война от 1853-1856 г. Участва в потушаването на Полското въстание (1863 – 1864).
Служи в 8-и Естлянски пехотен полк и 7-и Ревелски пехотен полк (1869-1873). Повишен е във военно звание подполковник с назначение в 8-и Естлянски пехотен полк от 10 декември 1873 г.
Участва в Руско-турската война (1877-1878). Проявява се в състава на сборния отряд с командир генерал-майор Александър Имеретински при превземането на Ловеч на 22 август 1877 г. Отличава се при Обсадата на Плевен. Командир на 8-и Естлянски пехотен полк от 30 август 1877 г. Бие се храбро при атаката на Зелените хълмове на 31 август и в септемврийските боеве при Плевен. Повишен е във военно звание полковник с назначение за командир на 62-ри Суздалски пехотен полк от 31 декември 1877 г.